# Arthur Kennedy
John Arthur Kennedy (født 17. februar 1914, død 5. januar 1990) var en amerikansk teater- og filmskuespiller. Kennedy var kendt for sin alsidighed til at spille filmbiroller og sin evne til at skabe "en usædvanlig ærlighed og naturlighed på scenen", især i de oprindelige casts af Arthur Miller skuespil på Broadway.
Han scenedebuterede i 1934. Han var allerede en etableret teaterskuespiller da han blev "opdaget" af James Cagney. Filmdebuten kom i 1940 med Dannys sidste kamp.
Han byggede et ry som en dygtig og alsidig skuespiller på scenen såvel som i film. Han vandt en Tony i 1949 for sin rolle som Biff i den oprindelige opsætning af Arthur Millers En sælgers død.